# Palm Products GmbH
Palm Products GmbH (comúnmente abreviado como PPG) fue un gran y reconocido fabricante de sintetizadores de audio. La empresa, fundada por Wolfgang Palm, estaba situada en Hamburgo, Alemania y durante 12 años (1975-1987) produjo una ecléctica y afamada gama de instrumentos musicales electrónicos, todos ellos diseñados por Palm.

## Comienzos
Wolfgang Palm era un músico teclista, que había formado parte de varias bandas de Hamburgo, antes de percatarse del entonces floreciente mercado de manufactura de sintetizadores. Deseoso de ganar dinero y buscando hacer carrera en el mundo de la música, Palm comenzó su compañía con ayuda de la banda alemana de música electrónica Tangerine Dream -en particular, de sus miembros Christopher Franke y Edgar Froese, quienes invirtieron su dinero en la nueva empresa y trabajaron con Palm en el diseño de sus productos.
Aunque ya había fabricado varios prototipos de prueba, el primer sintetizador comercialmente disponible de Palm fue un sintetizador modular -llamado serie 300- el cual, a pesar de ser muy sofisticado, no logró vender una cantidad apreciable de unidades. En lugar de desmotivarse, Palm tomó inspiración del diseño del popular Minimoog e introdujo los sintetizadores 1002 y 1020, ambos portátiles, analógicos, monofónicos y relativamente compactos. El 1002 utilizaba osciladores controlados por voltaje; sin embargo, el 1020 fue revolucionario por su implementación de osciladores digitales, que eran mucho más estables y tenían el sonido inconfundible que luego se convertiría en la marca distintiva de PPG.

## Auge y caída de la síntesis digital
Con el apoyo financiero de Franke, Froese y el resto de Tangerine Dream, PPG continuó desarrollando y promocionando más sintetizadores digitales, la mayoría de los cuales no tuvo éxito. En 1979, PPG introdujo el 340/380, un complejo sintetizador digital que consistía en la unidad procesadora 340, la unidad generadora 340 y el "generador de eventos" 380 (un secuenciador de 16 pistas). Incluía también un terminal de computación, con monitor incluido, unidades de disquete de 8 pulgadas y un teclado (con 5 octavas, para interpretación manual de eventos en el secuenciador así como interpretación polifónica con el generador de ondas 340). A pesar de todos sus defectos -entre los que destacaban una funcionalidad complicada y un precio costoso-, recibió mucha publicidad cuando fue utilizado por Thomas Dolby a principios de los años 80.
Es en 1980, cuando Wolfgang Palm introduce un nuevo concepto con su sintetizador "Wavecomputer 360", que operaba con una tecnología que Palm bautizó como "Síntesis mediante tabla de ondas". Estos sintetizadores digitales incrementaron las capacidades de los primeros sintetizadores de PPG expandiendo las herramientas de creación de sonidos con samples limitados, que eran compilados juntos en listas llamadas tablas de onda. El primer sintetizador PPG que implementó este algoritmo fue el Wavecomputer 360, lanzado al mercado en 1980 en dos versiones: el 360A, con 4 osciladores, y el 360B, con 8. Sin embargo, el sintetizador sonaba relativamente débil por tener sólo un oscilador por voz y la limitación en la polifonía típica de la mayoría de los sintetizadores de la época. Pero el sonido era totalmente nuevo y único, muy diferente de los sintetizadores analógicos. La aspereza digital de las formas de onda sin procesar y sin filtros (16 tablas con 64 formas de onda cada una) caló hondo en las grabaciones de esa época. Para un oído de nuestros tiempos, no obstante, estos sonidos son ya tan comunes que dejaron de ser especiales.
PPG encontró el éxito comercial con la presentación del "Wave 2" -que debutó en 1981-. Contenía envolventes analógicas y filtros con osciladores digitales. Cuando los sintetizadores analógicos tradicionales sólo eran capaces de producir 5 o 6 formas de onda por oscilador, el PPG Wave 2 ofrecía 64 formas de onda en 30 "tablas de onda", para un total de 1.920 formas de onda por oscilador, disponibles para su uso. En total, alrededor de 1000 unidades de este modelo se fabricaron entre 1981 y 1987, que conoció dos actualizaciones (el PPG Wave 2.2, que añadió más samples y formas de onda; y el PPG Wave 2.3, que agregó multitimbralidad y MIDI), convirtiéndolo en el producto más exitoso fabricado por la compañía. El PPG Wave fue utilizado por varios de los artistas más populares del momento, como David Bowie, Frankie Goes to Hollywood, Depeche Mode, Jean-Michel Jarre, Rush, Gary Numan, Missing Persons, Robert Palmer, Talk Talk, Ultravox, Steve Winwood y Stevie Wonder, entre otros.

## Los sintetizadores con control computarizado y el Realizer
En 1982, Wolfgang Palm innovó una vez más al introducir computadoras en la música con el Waveterm, un sistema de computación montado en gabinetes con un monitor incorporado, dos unidades de disquete de 8 pulgadas (posteriormente sustituidas por 5,25 pulgadas) y un sistema operativo propio -aunque basado en Flex9- instalado en una placa madre Eurocom II, fabricada por la compañía alemana Eltec. Luego sacó al mercado el Waveterm B, que reemplazó la placa madre por una de su propio diseño, basada en la 68000, con un sistema operativo diferente, de su propia creación. Este estaba diseñado para ser utilizado por varios sintetizadores PPG-incluido el Wave- especificando puntos en un gráfico mostrado en pantalla. Se podían samplear sonidos acústicos o utilizar una biblioteca suministrada en formato de disquetes por PPG. El Waveterm se produjo durante 1985. En esa época, para incrementar las ventas, PPG bajó los precios de muchos de sus modelos, incluido el Wave.
En 1986 diseñó y comenzó a trabajar en un prototipo de lo que sería su más ambicioso proyecto: el Realizer, una máquina-estudio todo en uno, que combinaría herramientas de producción, grabación, secuencia y mezcla en un solo conjunto, con el añadido de un sistema de sampleo y síntesis muy sofisticado. Tendría incluso la capacidad de cargar emulaciones de otros sintetizadores populares, como el Minimoog. El sistema pronto mostraría estar demasiado adelantado para su época, con un costo de fabricación que sencillamente era inalcanzable para el mercado corriente. Por supuesto, nunca se llegó a vender, e incluso ni siquiera llegaría a salir de la fase de prototipo. A medida que el interés en los productos PPG disminuyó, el costo de desarrollo del Realizer se incrementó de tal manera que la empresa se endeudó seriamente y posteriormente cesaría sus operaciones, cerrando definitivamente en 1987, luego de engavetar el proyecto Realizer.

## Wolfgang Palm después de PPG
Luego del fracaso de PPG, Wolfgang Palm continuó innovando activamente en tecnología de sintetizadores. Junto con varios ex empleados de PPG, comenzó a trabajar para Waldorf Music, otro fabricante alemán de sintetizadores -cuyo fundador, Wolfgang Düren, en una ironía del destino, había sido anteriormente distribuidor de productos PPG-. Con Waldorf, Palm ayudó a diseñar el circuito digital integrado para el primer producto Waldorf, el MicroWave (1989); y el innovador Waldorf WAVE (1994), combinando la síntesis mediante tabla de ondas original de Palm (sin los osciladores de cambio de fase) con un diseño completamente nuevo y actualizado. El Waldorf WAVE ha sido utilizado por muchos artistas profesionales -como Ace of Base y Depeche Mode, por ejemplo- y continúa aun siendo popular, a pesar de los problemas financieros recientes de Waldorf Music. Modelos posteriores de Waldorf, como el MicroWave II, el XT, Q y microQ poseen todas o la mayoría de las formas y tablas de ondas originales del PPG Wave. En 2002, Steinberg sacó al mercado el PLEX, un sintetizador en software diseñado por Palm, que no tuvo mayor éxito comercial. 
La influencia de Palm en la síntesis y la música electrónica es, sin lugar a dudas, enorme. El sonido inconfundible del PPG Wave y su empleo en grabaciones de un sinfín de artistas de los más diversos estilos y tendencias, ha sido responsable del aumento de la popularidad de la síntesis digital a fines de los años 80 y principios de los 90. Hoy en día, casi cualquier sintetizador digital opera con síntesis mediante tabla de ondas en alguna forma y la innovación que trajo el PPG Wave al integrar circuitos analógicos y digitales ha influido decisivamente sobre sintetizadores como el Monowave, el Sequential Circuits Prophet-VS y el E-mu Emulator. La implementación de tecnología computarizada en la creación de sonidos estuvo también adelantada para su época; el sistema 340/380 y el Realizer precedieron a productos como Pro Tools y Reason en casi dos décadas.